# 弗朗西斯·阿梅尔
弗朗西斯·阿梅尔（法語：Francis Hammel，1950年12月11日—2021年1月6日），法国政治人物，曾任国民议会议员。

## 生平
1950年生于法国索姆省索姆河畔圣瓦勒里，毕业于阿布维尔农业学校，曾长期担任农业职业培训中心主任。1975年加入社会党，开始从政。1976年至1983年，担任社会党阿布维尔支部秘书长。1983年至1986年，担任社会党科尔比支部秘书长。1992年至1997年，再次担任社会党阿布维尔支部秘书长。1997年在索姆省第四选区当选法国国民议会议员。2002年连任失利后，于2005年加入公民与共和运动，2007年大选再次失利。2021年1月6日逝世。